# 起义青年报
《起义青年报》（西班牙語：Juventud Rebelde）是古巴共产主义青年联盟的官方报纸。

## 历史和简介
1965年10月21日，即古巴各共产主义青年组织合并5周年时，《起义青年报》作为古巴共产主义青年联盟的官方报纸以日报形式首次发行，菲德尔·卡斯特罗将这份报纸描述为“一份主要针对年轻人的报纸，其中包含年轻人感兴趣的内容，但它必须努力成为一份高质量的报纸，其内容可以吸引各种读者”。
1990年9月，即“和平时期的特殊阶段”开始后不久，由于经济困难，古巴共产党党报《格拉玛报》由每日发行减为每周一至周五发行，该报与中央工会《劳动者报》改为周报，前者每周日、后者每周六发行。1996年末，《起义青年报》实现数字化排版，1997年7月4日始在互联网上创立电子版。